# 12089 Maichin
A 12089 Maichin (ideiglenes jelöléssel 1998 HO35) a Naprendszer kisbolygóövében található aszteroida. A LINEAR projekt keretében fedezték fel 1998. április 20-án.